# Mezistátní utkání české hokejové reprezentace v sezóně 2002/2003
Mezistátních utkání české hokejové reprezentace v sezóně 2002/2003 bylo celkem 31 s celkovou bilancí 16 vítězství, 3 remízy a 12 porážek. Nejprve odehrála reprezentace 1 přátelský zápas s Ruskem, pak 3 zápasy na Česká pojišťovna Cupu 2002, následoval přátelský zápas se Slovenskem a 3 zápasy na listopadovém Karjala Cupu 2002. Potom to byly 4 zápasy na Baltika Cupu 2002, 4 zápasy na Švédských hokejových hrách 2003 a v dubnu 6 přátelských zápasů. Reprezentační sezónu zakončilo 9 zápasů na Mistrovství světa v ledním hokeji 2003.

## Přehled mezistátních zápasů
| Pořadí | Datum        |       | Výsledek                           | Soupeř    | Soutěž                       | Místo utkání     |
| ------ | ------------ | ----- | ---------------------------------- | --------- | ---------------------------- | ---------------- |
| 1462.  | 3. 9. 2002   | Česko | 2 : 5 (0:1, 0:1, 2:3)              | Rusko     | přátelsky                    | Brno             |
| 1463.  | 5. 9. 2002   | Česko | 1 : 3 (0:0, 1:2, 0:1)              | Rusko     | Česká pojišťovna Cup 2002    | Zlín             |
| 1464.  | 7. 9. 2002   | Česko | 7 : 2 (2:1, 2:1, 3:0)              | Finsko    | Česká pojišťovna Cup 2002    | Zlín             |
| 1465.  | 8. 9. 2002   | Česko | 6 : 5 (2:2, 2:3, 2:0)              | Švédsko   | Česká pojišťovna Cup 2002    | Zlín             |
| 1466.  | 5. 11. 2002  | Česko | 4 : 3 (1:0, 2:3, 1:0)              | Slovensko | přátelsky                    | Plzeň            |
| 1467.  | 7. 11. 2002  | Česko | 5 : 2 (1:0, 1:2, 3:0)              | Švédsko   | Karjala Cup 2002             | Pardubice        |
| 1468.  | 9. 11. 2002  | Česko | 0 : 2 (0:0, 0:0, 0:2)              | Finsko    | Karjala Cup 2002             | Helsinky         |
| 1469.  | 10. 11. 2002 | Česko | 3 : 4pp (0:2, 2:0, 1:1 – 0:1)      | Rusko     | Karjala Cup 2002             | Helsinky         |
| 1470.  | 17. 12. 2002 | Česko | 2 : 1sn (1:1, 0:0, 0:0 – 0:0, 1:0) | Švédsko   | Baltika Cup 2002             | Moskva           |
| 1471.  | 18. 12. 2002 | Česko | 6 : 1 (1:1, 4:0, 1:0)              | Slovensko | Baltika Cup 2002             | Moskva           |
| 1472.  | 21. 12. 2002 | Česko | 3 : 2 (0:1, 3:0, 0:1)              | Finsko    | Baltika Cup 2002             | Moskva           |
| 1473.  | 22. 12. 2002 | Česko | 3 : 4sn (1:2, 1:1, 1:0 – 0:0, 0:1) | Rusko     | Baltika Cup 2002             | Moskva           |
| 1474.  | 4. 2. 2003   | Česko | 0 : 1pp (0:0, 0:0, 0:0 – 0:1)      | Finsko    | Švédské hokejové hry 2003    | Helsinky         |
| 1475.  | 6. 2. 2003   | Česko | 1 : 4 (1:2, 0:1, 0:1)              | Švédsko   | Švédské hokejové hry 2003    | Stockholm        |
| 1476.  | 7. 2. 2003   | Česko | 3 : 2sn (1:1, 0:1, 1:0 – 0:0, 1:0) | Kanada    | Švédské hokejové hry 2003    | Stockholm        |
| 1477.  | 9. 2. 2003   | Česko | 2 : 3 (0:0, 1:2, 1:1)              | Rusko     | Švédské hokejové hry 2003    | Stockholm        |
| 1478.  | 11. 4. 2003  | Česko | 4 : 1 (0:0, 1:1, 3:0)              | Švýcarsko | přátelsky                    | Biel             |
| 1479.  | 12. 4. 2003  | Česko | 1 : 1 (0:0, 0:0, 1:1)              | Švýcarsko | přátelsky                    | Lausanne         |
| 1480.  | 16. 4. 2003  | Česko | 1 : 1 (0:0, 0:0, 1:1)              | Slovensko | přátelsky                    | Prostějov        |
| 1481.  | 17. 4. 2003  | Česko | 3 : 5 (0:0, 3:3, 0:2)              | Slovensko | přátelsky                    | Trenčín          |
| 1482.  | 20. 4. 2003  | Česko | 1 : 2 (0:2, 1:0, 0:0)              | Rusko     | přátelsky                    | České Budějovice |
| 1483.  | 22. 4. 2003  | Česko | 2 : 1 (1:0, 1:0, 0:1)              | Rusko     | přátelsky                    | Petrohrad        |
| 1484.  | 26. 4. 2003  | Česko | 5 : 2 (3:0, 2:1, 0:1)              | Slovinsko | Mistrovství světa 2003 (ZS)  | Helsinky         |
| 1485.  | 28. 4. 2003  | Česko | 8 : 1 (1:0, 5:0, 2:1)              | Rakousko  | Mistrovství světa 2003 (ZS)  | Helsinky         |
| 1486.  | 30. 4. 2003  | Česko | 2 : 1 (0:1, 1:0, 1:0)              | Finsko    | Mistrovství světa 2003 (ZS)  | Turku            |
| 1487.  | 2. 5. 2003   | Česko | 5 : 2 (0:0, 4:1, 1:1)              | Ukrajina  | Mistrovství světa 2003 (OFS) | Helsinky         |
| 1488.  | 4. 5. 2003   | Česko | 4 : 0 (1:0, 1:0, 2:0)              | Německo   | Mistrovství světa 2003 (OFS) | Helsinky         |
| 1489.  | 5. 5. 2003   | Česko | 3 : 3 (1:0, 2:2, 0:1)              | Slovensko | Mistrovství světa 2003 (OFS) | Helsinky         |
| 1490.  | 7. 5. 2003   | Česko | 3 : 0 (1:0, 2:0, 0:0)              | Rusko     | Mistrovství světa 2003 (ČTF) | Turku            |
| 1491.  | 9. 5. 2003   | Česko | 4 : 8 (0:1, 2:2, 2:5)              | Kanada    | Mistrovství světa 2003 (SMF) | Helsinky         |
| 1492.  | 10. 5. 2003  | Česko | 2 : 4 (1:2, 1:1, 0:1)              | Slovensko | Mistrovství světa 2003 (O3M) | Helsinky         |

## Bilance sezóny 2002/03
| Soupeř    | Zápasy | Výhry | Remízy | Prohry | Skóre |
| --------- | ------ | ----- | ------ | ------ | ----- |
| Finsko    | 5      | 3     | 0      | 2      | 12:8  |
| Kanada    | 2      | 1     | 0      | 1      | 7:10  |
| Německo   | 1      | 1     | 0      | 0      | 4:0   |
| Rakousko  | 1      | 1     | 0      | 0      | 8:1   |
| Rusko     | 8      | 2     | 0      | 6      | 17:22 |
| Slovensko | 6      | 2     | 2      | 2      | 19:17 |
| Slovinsko | 1      | 1     | 0      | 0      | 5:2   |
| Švédsko   | 4      | 3     | 0      | 1      | 14:12 |
| Švýcarsko | 2      | 1     | 1      | 0      | 5:2   |
| Ukrajina  | 1      | 1     | 0      | 0      | 5:2   |
| Celkem    | 31     | 16    | 3      | 12     | 96:76 |

## Reprezentovali v sezóně 2002/03
| Post     | Hráč         | Zápasy | Branky | Minuty | Klub                         |
| -------- | ------------ | ------ | ------ | ------ | ---------------------------- |
| Brankáři | Petr Bříza   | 10     | 18     | 333    | HC Sparta Praha              |
|          | Roman Málek  | 12     | 18     | 462    | HC Slavia Praha              |
|          | Adam Svoboda | 16     | 72     | 274    | HC ČSOB Pojišťovna Pardubice |
|          | Jiří Trvaj   | 6      | 3      | 116    | HC Vítkovice                 |
|          | Tomáš Vokoun | 11     | 20     | 509    | Nashville Predators          |

| Post     | Hráč              | Zápasy | Branky | Asis | Body | TM | Klub                         |
| -------- | ----------------- | ------ | ------ | ---- | ---- | -- | ---------------------------- |
| Obránci  | Michal Barinka    | 6      | 0      | 0    | 0    | 6  | ČEZ Motor České Budějovice   |
|          | Miroslav Blaťák   | 3      | 0      | 0    | 0    | 0  | HC Hamé Zlín                 |
|          | Petr Čáslava      | 1      | 0      | 0    | 0    | 0  | HC ČSOB Pojišťovna Pardubice |
|          | Martin Čech       | 7      | 0      | 0    | 0    | 0  | Pelicans                     |
|          | Michal Dobroň     | 5      | 0      | 0    | 0    | 2  | HC Keramika Plzeň            |
|          | Jan Hanzlík       | 2      | 0      | 0    | 0    | 0  | HC Sparta Praha              |
|          | Jan Hejda         | 13     | 0      | 2    | 2    | 6  | HC Slavia Praha              |
|          | Martin Hlavačka   | 8      | 0      | 0    | 0    | 8  | HC Energie Karlovy Vary      |
|          | Tomáš Kaberle     | 7      | 0      | 7    | 7    | 2  | Toronto Maple Leafs          |
|          | Petr Kadlec       | 25     | 3      | 6    | 9    | 20 | HC Slavia Praha              |
|          | Robert Kántor     | 9      | 2      | 1    | 3    | 12 | HIFK Hockey                  |
|          | Pavel Kolařík     | 18     | 1      | 2    | 3    | 6  | HC Slavia Praha              |
|          | Vlastimil Kroupa  | 4      | 0      | 0    | 0    | 4  | HC Chemopetrol Litvínov      |
|          | František Kučera  | 12     | 3      | 2    | 5    | 10 | HC Slavia Praha              |
|          | Jiří Marušák      | 4      | 0      | 0    | 0    | 0  | Tappara Tampere              |
|          | Jaroslav Modrý    | 11     | 0      | 3    | 3    | 6  | Los Angeles Kings            |
|          | Petr Mudroch      | 3      | 0      | 0    | 0    | 0  | HC ČSOB Pojišťovna Pardubice |
|          | Libor Procházka   | 7      | 1      | 0    | 1    | 6  | HC Sparta Praha              |
|          | Karel Rachůnek    | 4      | 0      | 0    | 0    | 6  | Ottawa Senators              |
|          | Martin Richter    | 26     | 2      | 3    | 5    | 58 | HC Sparta Praha              |
|          | Jaroslav Špaček   | 11     | 1      | 6    | 7    | 4  | Columbus Blue Jackets        |
|          | Michal Sýkora     | 11     | 1      | 3    | 4    | 37 | HC ČSOB Pojišťovna Pardubice |
|          | Radim Tesařík     | 10     | 0      | 3    | 3    | 6  | HC Vitkovice                 |
|          | Pavel Trnka       | 8      | 1      | 0    | 1    | 31 | Florida Panthers             |
|          | Marek Židlický    | 13     | 0      | 2    | 2    | 56 | HIFK Hockey                  |
| Útočníci | Jaroslav Balaštík | 25     | 4      | 5    | 9    | 12 | Hämeenlinnan Pallokerho      |
|          | Jaroslav Bednář   | 3      | 1      | 0    | 1    | 4  | Avangard Omsk                |
|          | Josef Beránek     | 11     | 4      | 3    | 7    | 4  | HC Slavia Praha              |
|          | Tomáš Blažek      | 5      | 2      | 2    | 4    | 2  | HC ČSOB Pojišťovna Pardubice |
|          | Daniel Branda     | 2      | 0      | 1    | 1    | 2  | HC Keramika Plzeň            |
|          | Michal Broš       | 13     | 1      | 1    | 2    | 0  | HC Sparta Praha              |
|          | Jiří Burger       | 2      | 0      | 0    | 0    | 0  | HC Vítkovice                 |
|          | Jan Čaloun        | 4      | 0      | 0    | 0    | 0  | Espoo Blues                  |
|          | Radek Duda        | 20     | 6      | 9    | 15   | 50 | HC Slavia Praha              |
|          | Michal Dvořák     | 2      | 0      | 0    | 0    | 2  | HC Keramika Plzeň            |
|          | Milan Hejduk      | 7      | 5      | 1    | 6    | 2  | Colorado Avalanche           |
|          | Jan Hlaváč        | 12     | 4      | 2    | 6    | 4  | Carolina Hurricanes          |
|          | Jaroslav Hlinka   | 25     | 4      | 1    | 5    | 10 | Kloten Flyers                |
|          | Jiří Hudler       | 20     | 4      | 6    | 10   | 14 | Ak Bars Kazaň                |
|          | Richard Král      | 7      | 1      | 6    | 7    | 0  | HC Oceláři Třinec            |
|          | Jindřich Kotrla   | 18     | 2      | 1    | 3    | 35 | HC Chemopetrol Litvínov      |
|          | Ondřej Kratěna    | 7      | 3      | 2    | 5    | 2  | HC Sparta Praha              |
|          | Radim Kucharczyk  | 3      | 1      | 0    | 1    | 0  | HC Vsetín                    |
|          | Tomáš Kucharčík   | 12     | 1      | 4    | 5    | 6  | Hämeenlinnan Pallokerho      |
|          | Vladimír Machulda | 2      | 0      | 0    | 0    | 0  | SaiPa                        |
|          | Jan Marek         | 10     | 2      | 2    | 4    | 4  | HC Oceláři Třinec            |
|          | Josef Marha       | 4      | 0      | 1    | 1    | 0  | HC Davos                     |
|          | Milan Michálek    | 15     | 2      | 1    | 3    | 6  | San Jose Sharks              |
|          | Michal Mikeska    | 6      | 3      | 2    | 5    | 2  | HC ČSOB Pojišťovna Pardubice |
|          | David Moravec     | 11     | 1      | 1    | 2    | 6  | HC Vítkovice                 |
|          | Rostislav Olesz   | 1      | 0      | 0    | 0    | 0  | HC Vítkovice                 |
|          | Pavel Patera      | 11     | 0      | 0    | 0    | 0  | Avangard Omsk                |
|          | Zdeněk Pavelek    | 2      | 0      | 1    | 1    | 2  | HC Oceláři Třinec            |
|          | Václav Pletka     | 12     | 4      | 2    | 6    | 10 | HC Oceláři Třinec            |
|          | Vojtěch Polák     | 1      | 0      | 0    | 0    | 0  | HC Energie Karlovy Vary      |
|          | Martin Procházka  | 4      | 0      | 0    | 0    | 2  | Avangard Omsk                |
|          | Robert Reichel    | 8      | 4      | 4    | 8    | 2  | Toronto Maple Leafs          |
|          | Martin Straka     | 11     | 7      | 5    | 12   | 4  | Pittsburgh Penguins          |
|          | Michal Sup        | 17     | 3      | 0    | 3    | 14 | HC Slavia Praha              |
|          | Petr Sýkora       | 4      | 1      | 1    | 2    | 0  | HC ČSOB Pojišťovna Pardubice |
|          | Petr Tenkrát      | 12     | 0      | 3    | 3    | 4  | Oulun Kärpät                 |
|          | Viktor Ujčík      | 4      | 0      | 1    | 1    | 0  | HC Sparta Praha              |
|          | Josef Vašíček     | 12     | 2      | 3    | 5    | 27 | Carolina Hurricanes          |
|          | Tomáš Vlasák      | 8      | 2      | 2    | 4    | 6  | Avangard Omsk                |
|          | Marek Vorel       | 10     | 0      | 0    | 0    | 0  | HC JME Znojemští Orli        |
|          | Radim Vrbata      | 12     | 3      | 5    | 8    | 4  | Carolina Hurricanes          |
|          | David Výborný     | 11     | 4      | 1    | 5    | 10 | Columbus Blue Jackets        |

| Trenéři          | Funkce   |
| ---------------- | -------- |
| Slavomír Lener   | Hlavní   |
| Vladimír Růžička | Asistent |
| Antonín Stavjaňa | Asistent |

## Přátelské mezistátní zápasy
Česko –  Rusko 	2:5 (0:1, 0:1, 2:3)
3. září 2002 – Brno

Branky Česka: 50. Radek Duda, 59. Milan Michálek

Branky Ruska: 18. Antipov, 24. Něprajev, 43. Vlasenkov, 49. But, 52. Proškin.

Rozhodčí: Andersson (SWE) – Pouzar, Bláha (CZE)

Vyloučení: 6:7 (2:2, 0:1)

Diváků: 5 000
Česko: Petr Bříza (31. Adam Svoboda) – František Kučera, Petr Kadlec, Michal Sýkora, Karel Rachůnek, Marek Židlický, Martin Richter, Jiří Marušák, Petr Mudroch – Viktor Ujčík, Josef Beránek, Milan Michálek – Ondřej Kratěna, Michal Broš, Jaroslav Hlinka – David Moravec, Richard Král, Tomáš Vlasák – Radek Duda, Tomáš Kucharčík, Jaroslav Balaštík.
Rusko: Sokolov – Grebeškov, Buljin, Proškin, Ždan, Malenkich, Gusev, Guškov, Šadilov – Tkačenko, Koroljev, But – Grigorenko, Zinovjev, Koroljuk – Antipov, Gorovikov, Vlasenkov – Perežogin, Něprjajev, Suglobov.

 Česko –  Slovensko	4:3 (1:0, 2:3, 1:0)
5. listopadu 2002 – Plzeň	

Branky Česka: 11. Milan Michálek, 23. Martin Richter, 28. Václav Pletka, 41. Libor Procházka

Branky Slovenska: 27. Kropáč, 27. Špilár, 30. Hurtaj.

Rozhodčí: Schimm (GER) – Bláha, Pešek (CZE)

Vyloučení: 5:4 (0:1)

Diváků: 4 500
Česko: Roman Málek – Libor Procházka, Martin Richter, Marek Židlický, Michal Sýkora, Petr Kadlec, Petr Čáslava, Pavel Kolařík, František Kučera – Radek Duda, Richard Král, Václav Pletka – Petr Sýkora, Michal Broš, Jaroslav Hlinka – Jan Čaloun, Josef Marha, Petr Tenkrát – Vojtěch Polák, Jiří Hudler, Milan Michálek.
Švýcarsko: Šimonovič – Čakajík, Žabka, Devečka, Urban, A. Novotný, Starosta, Ivičič, Topoli – Kropáč, Hurtaj, Pištek – Tomík, Lipianský, Špilár – Hanzal, Kukumberg, Zlocha – Barinka, M. Růžička, Tomas.

 Česko –  Švýcarsko 4:1 (0:0, 1:1, 3:0)
11. dubna 2003 – Biel	

Branky Česka: 23. Václav Pletka, 42. Michal Broš, 45. Jaroslav Hlinka, 51. Jan Marek

Branky Švýcarska: 38. Christen.

Rozhodčí: T. Favorin (FIN) – Mauron, Rébillard (SUI)

Vyloučení: 6:4 (1:0, 1:0)

Diváků: 3 791
Česko: Jiří Trvaj – Martin Richter, Martin Čech, Michal Dobroň, Michal Barinka, Martin Hlavačka, Miroslav Blaťák, Jan Hanzlík – Daniel Branda, Jiří Burger, Jaroslav Hlinka – Václav Pletka, Jan Marek, Zdeněk Pavelek – Michal Dvořák, Marek Vorel, Jindřich Kotrla – Milan Michálek, Michal Broš, Jaroslav Balaštík.
Švýcarsko: Stephan – Seger, Hirshi, B. Gerber, Steinegger, Fischer, Streit, L. Gerber, Blindenbacher – Raffainer, Crameri, Micheli – P. Bärtschi, Plüss, Christen – Demuth, Camenzind, Schrepfer – Della Rossa, Cereda, Rüthemann.

 Česko –  Švýcarsko 1:1 (0:0, 0:0, 1:1)
12. dubna 2003 – Lausanne

Branky Česka: 45. Václav Pletka

Branky Švýcarska: 59. Seger.

Rozhodčí: T. Favorin (FIN) – Mauron, Rébillard (SUI)

Vyloučení: 4:3

Diváků: 3 932
Česko: Petr Bříza – Martin Richter, Martin Čech, Michal Dobroň, Michal Barinka, Martin Hlavačka, Miroslav Blaťák, Jan Hanzlík – Daniel Branda (41. Michal Dvořák), Jiří Burger, Jaroslav Hlinka – Jaroslav Balaštík, Michal Broš, Milan Michálek – Václav Pletka, Jan Marek, Zdeněk Pavelek – Petr Tenkrát, Marek Vorel, Jindřich Kotrla.
Švýcarsko: Bührer – Streit, L. Gerber, Steinegger, Blindenbacher, Seger, Guignard, Fischer – P. Bärtschi, Plüss, Rüthemann – Della Rossa, Cereda, Micheli – Raffainer, Crameri, Réullie – Demuth, Camenzind, Wirz – Schrepfer.

 Česko –  Slovensko	1:1 (0:0, 0:0, 1:1)
16. dubna 2003 – Prostějov	

Branky Česka: 50. Martin Straka

Branky Slovenska: 60. Štrbák.

Rozhodčí: Schimm (GER) – Barvíř, Blümel (CZE)

Vyloučení: 3:4

Diváků: 5 100
Česko: Petr Bříza (3. Jiří Trvaj) – Martin Richter, Jaroslav Modrý, Radim Tesařík, Jaroslav Špaček, Martin Hlavačka, Michal Barinka, Michal Dobroň, Martin Čech – David Výborný, Martin Straka, Jan Hlaváč – Jaroslav Bednář, Jan Marek, Václav Pletka – Petr Tenkrát, Tomáš Kucharčík, Jaroslav Hlinka – Milan Michálek, Michal Broš, Jaroslav Balaštík.
Slovensko: Rybár – Štrbák, Milo, Lintner, Žabka, malec, Podhradský, Čakajík, Harant – Sejna, Hurtaj, Vaic – Cíger, Kapuš, Cisár – Pardavý, Miroslav Hlinka, Radivojevič – Špilár, Gron, P. Barinka.

 Česko –  Slovensko	3:5 (0:0, 3:3, 0:2)
17. dubna 2003 – Trenčín	

Branky Česka: 29. Radim Vrbata, 33. Jindřich Kotrla, 40, Jiří Hudler

Branky Slovenska: 28. Štrbák, 32. Vaic, 39. Cisár, 44. Kapuš a ????.

Rozhodčí: Schimm (GER) – Jung, Lokšík (SVK)

Vyloučení: 6:2 – navíc Lintner na 10 min.

Diváků: 6 150
Česko: Tomáš Vokoun – Radim Tesařík, Michal Barinka, Martin Hlavačka, Martin Richter, Pavel Trnka, Michal Dobroň, Martin Čech – Radim Vrbata, Josef Vašíček, Jindřich Kotrla – Petr Tenkrát, Michal Broš, Jaroslav Hlinka – Milan Michálek, Tomáš Kucharčík, Jiří Hudler – Jaroslav Bednář, Jan Marek, Václav Pletka.
Slovensko: Rybár – Štrbák, Milo, Lintner, Čierny, Čakajík, Podhradský, Malec, Majský – Sejna, Gron, Špilár – Cíger, Kapuš, Radivojevič – P. Barinka, Miroslav Hlinka, Vaic – Cisár, Hurtaj, Pardavý.

 Česko –  Rusko 1:2 (0:2, 1:0, 0:0)
20. dubna 2003 – České Budějovice

Branky Česka: 29. Martin Richter

Branky Ruska: 3. Antipov, 15. Grigorenko.

Rozhodčí: Jonák (SVK) – Blümel, Pouzar (CZE)

Vyloučení: 6:11 (1:1) – navíc Josef Vašíček, Pavel Trnka – Suglubov, Gusev, Saprykin na 5. min. a do konce utkání.

Diváků: 6 000
Česko: Jiří Trvaj – Michal Barinka, Jaroslav Modrý, Martin Richter, Jaroslav Špaček, Pavel Trnka, Petr Mudroch, Martin Čech – Milan Michálek, Jiří Hudler, Martin Straka – Radim Vrbata, Josef Vašíček (41. Jan Marek), Jan Hlaváč – Jaroslav Balaštík, Michal Mikeska, Jindřich Kotrla – David Výborný, Michal Broš, Jaroslav Hlinka.
Rusko: Podomackij – Kalinin, Ždan, Jerofejev, Proškin, Gusev, Turkovskij, Guskov, Vyšedkevič – Grigorenko, Archipov, Kovalčuk – Antipov, Zinovjev, Suglubov – Saprykin, Soin, Frolov – Gusmanov, Kaigorodov, Semin – od 35. navíc Baďjukov.

 Česko –  Rusko 	2:1 (1:0, 1:0, 0:1)
22. dubna 2003 – Petrohrad	

Branky Česka: 16. a 26. Josef Vašíček

Branky Ruska: 44. Saprykin.

Rozhodčí: Bruun (FIN) – Kalinin, Jelistratov (RUS)

Vyloučení: 7:4 (0:1) – navíc Jiří Hudler – Grigorenko na 10 min.

Diváků: 12 000
Česko: Tomáš Vokoun – Michal Dobroň, Martin Čech, Petr Mudroch, Michal Barinka, Martin Richter, Pavel Trnka, Martin Hlavačka, Pavel Kolařík – Radim Vrbata, Josef Vašíček, Jan Hlaváč – Jaroslav Bednář, Tomáš Kucharčík, Jiří Hudler – Jan Marek, Michal Broš, Jaroslav Hlinka – Jaroslav Balaštík, Michal Mikeska, Jindřich Kotrla – od 30. navíc Milan Michálek.
Rusko: Sokolov – Ždan, Kalinin, Proškin, Jerofejev, Gusev, Turkovskij, Guskov, Vyšedkevič – Grigorenko, Archipov, Kovalčuk – Antipov, Zinovjev, Suglubov – Saprykin, Soin, Frolov – Novoselcev, Semin, Kalgorodov.